# Стирмен
Сти́рмен (болг. Стърмен) — село в Русенській області Болгарії. Входить до складу общини Бяла.

## Населення
За даними перепису населення 2011 року у селі проживали 312 осіб.
Національний склад населення села:
| Національність   | Кількість осіб | Відсоток |
| ---------------- | -------------- | -------- |
| болгари          | 297            | 96,1%    |
| цигани           | 7              | 2,3%     |
| турки            | 3              | 1,0%     |
| Всього відповіли | 309            |          |

Розподіл населення за віком у 2011 році:
Динаміка населення: